# Iosif Vulcan
Iosif Vulcan (n. 31 martie 1841, Holod, Bihor – d. 8 septembrie 1907, Oradea) a fost un publicist și scriitor român, animator cultural, membru titular al Academiei Române.

## Biografie
S-a născut într-o veche familie greco-catolică. Tatăl său, preotul Nicolae Vulcan, a fost nepotul de unchi al episcopului unit de la Oradea, Samuil Vulcan, printre altele și întemeietorul școlii confesionale de la Beiuș, care astăzi îi poartă numele. Pr. Nicolae Vulcan, tatăl lui Iosif Vulcan, s-a născut la Șinca Veche în anul 1805 și a decedat în Leta Mare în anul 1879. Mama sa a fost Viktória Irinyi, sora lui János Irinyi și a lui József Irinyi. Studiile primare le urmează în comuna Leta Mare, unde sfamilia sa se mutase în 1844. Din 1851 urmează studiile medii la Gimnaziul Premonstratens din Oradea. La sfatul tatălui său, se înscrie la Facultatea de Drept a Universității din Budapesta. 
Pe Iosif Vulcan cariera de avocat nu-l atragea însă, deoarece îndrăgea literatura. Primele sale încercări literare apar în publicația Federațiunea, patronată de Alexandru Roman. În luna iunie a anului 1865 Iosif Vulcan întemeiază revista Familia, al cărei program era de a răspândi cultura românească în Transilvania și în toate părțile ungurene.
În februarie 1866, Iosif Vulcan primește la sediul redacției, de la un privatist de la Gimanziul din Cernăuți, o scrisoare însoțită de o poezie, „De-aș avea”, semnată de Mihail Eminovici. Redactorul Familiei este încântat de poezia primită, permițându-și însă o modificare, și anume, romanizarea numelui tânărului poet, transformându-l din Eminovici în Eminescu. Din acest motiv, Iosif Vulcan este considerat "nașul literar" al celui mai mare poet român.
Pe lângă activitatea sa literară, Iosif Vulcan a fost și unul dintre promotorii teatrului românesc în Transilvania în a doua jumătate a secolului al XIX-lea. În 1870, alături de deputații români din Parlamentul Ungar, Iosif Vulcan a pus bazele Societății pentru crearea unui fond de teatru român. Creată în contextul politic al Transilvaniei, care la acea dată se afla în componența Imperiului Austro-Ungar, Societatea a jucat un rol important nu doar în evoluția dramaturgiei românești, ci și în relațiile dintre români și maghiari. Prin articolul publicat în 1869, denumit „Să fondăm teatru național!”, Iosif Vulcan a atras de partea idealului teatral o mulțime de transilvăneni dornici de manifestări artistice românești. Până în 1907 el a participat la fiecare adunare generală a Societății care avea ca scop strângerea de capital pentru înființarea unui teatru românesc în Transilvania.
În structura organizațională a Societății, el a fost fie secretar, fie mai târziu, vice-președinte, fiind până la urmă, figura centrală a acesteia. Animat de ideea că teatrul românesc este o „școală de cultură națională”, care are rolul de a educa, el s-a străduit nu doar să îl promoveze, ci și să producă piese originale, românești, care să poată fi jucate pe scenă. În demersul său cultural a fost însoțit de multe alte nume sonore precum Iosif Hodoș, Vincențiu Babeș, Alexandru Mocioni, Petru Mihali.
Tot la inițiativa lui, revista „Familia” a devenit organul de presă reprezentativ pentru această Societate.
Fondatorul revistei Familia a scris poezii („Lira mea”, 1882), piese de teatru („Ștefan Vodă cel Tânăr”, „Gărgăunii Dragostei”, „Mireasă pentru Mireasă”), o importantă lucrare istorică („Panteonul Roman”, 1869), nuvele, romane și traduceri.
La data de 8 septembrie 1907 s-a stins din viață și a fost înmormântat în cimitirul Olosig din Oradea. În anul 2009 mormântul său a fost mutat ulterior în cimitirul Rulikowski, unde se află în prezent.

## Operă

### În publicații
- Petőfi în românește. În: Telegraful român, nr. 5 / 1859, pp. 17—18.
- Din lirica lui Petőfi. În: Familia, nr. 5 din 30 ianuarie / 11 februarie 1872, pp. 50-51.

## Muzeul memorial
În anul 1965, cu prilejul organizării festivităților de aniversare a unui veac de la apariția revistei Familia, în Oradea a fost inaugurat Muzeul Memorial „Iosif Vulcan”. Muzeul este situat în centrul orașului, strada cu același nume, foarte aproape de malul Crișului Repede, de care îl desparte doar un mic parc, în care se află și statuia lui Iosif Vulcan.

## Galerie de imagini

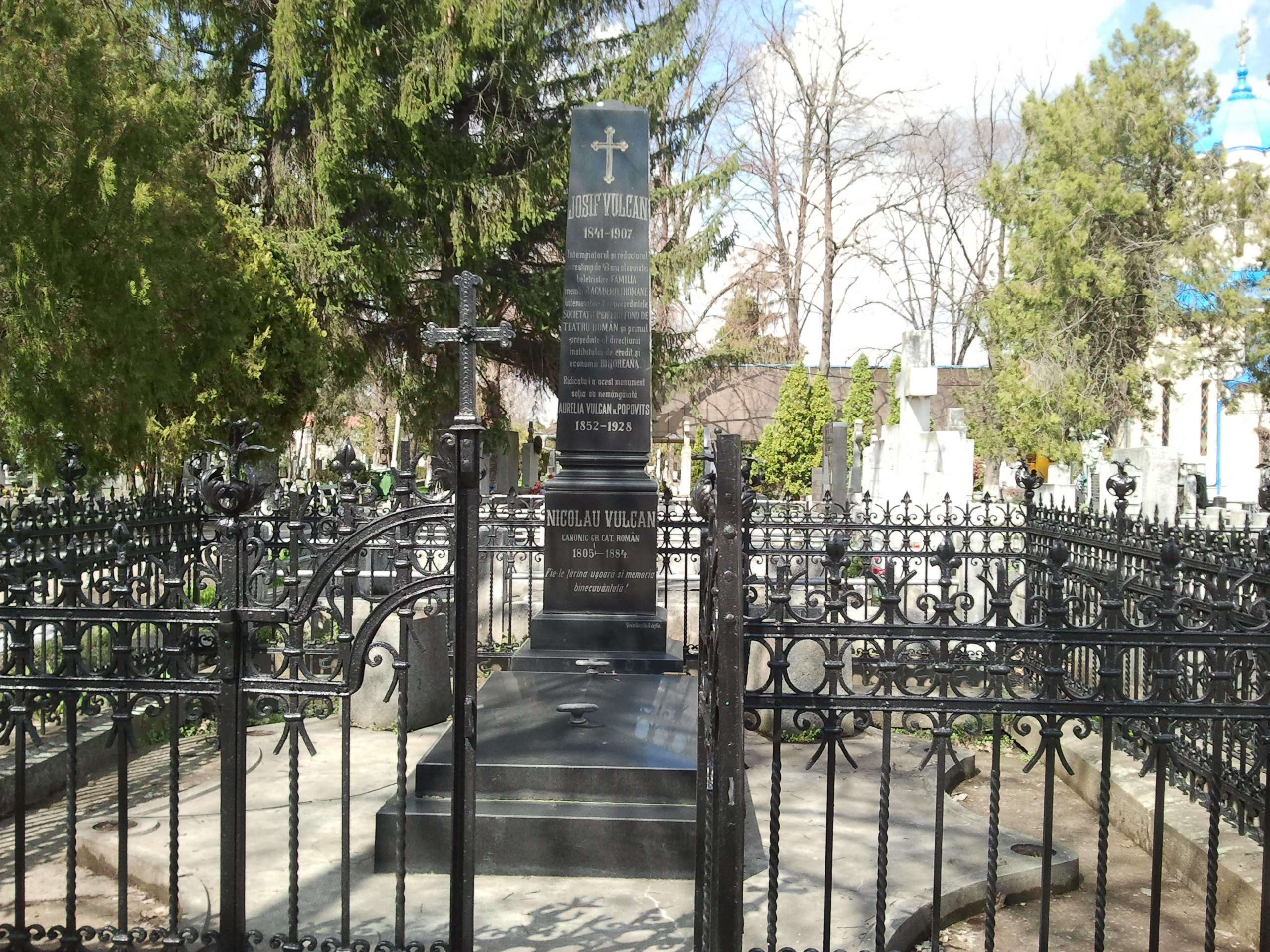
Mormântul lui Iosif Vulcan (monument istoric)
Bustul lui Iosif Vulcan din Oradea